# HEC Paris
Az HEC Paris francia felsőoktatási intézmény az üzleti tudományok terén nyújt posztgraduális képzést. Öt campusa van, Párizsban, Jouy-en-Josasban és Dohában.
2015-ben az HEC a Financial Times rangsora szerint a legjobb 2 európai üzleti iskola között szerepelt. Az intézmény Executive MBA programja a 3. helyen szerepel.
Az iskola programjai AMBA, EQUIS és AACSB hármas akkreditációval rendelkeznek. Az intézmény legismertebb végzősei közé olyan személyiségek tartoznak, mint Francisco Ignacio Madero (mexikói politikus), Roland Garros (francia pilóta), Édith Cresson (francia politikus), Dominique Strauss-Kahn (francia közgazdász, jogász és politikus) és François Hollande (Franciaország 24. elnöke).
Öregdiák egyesülete, a HEC Alumni a világ egyik legrégebbi közösségi hálózata. 2020. szeptember 15-én az Iskola a Institut polytechnique de Paris-val közösen megalapította a mesterséges intelligencia kutatóközpontot, a Hi! PARIS-t.
Az iskolának három másik kutatóközpontja van: a Society & Organizations Institute, az Innovation & Entrepreneurship Center és a GREGHEC (Groupement de Recherche et d’Etudes en Gestion à HEC Paris).

## Történelmi

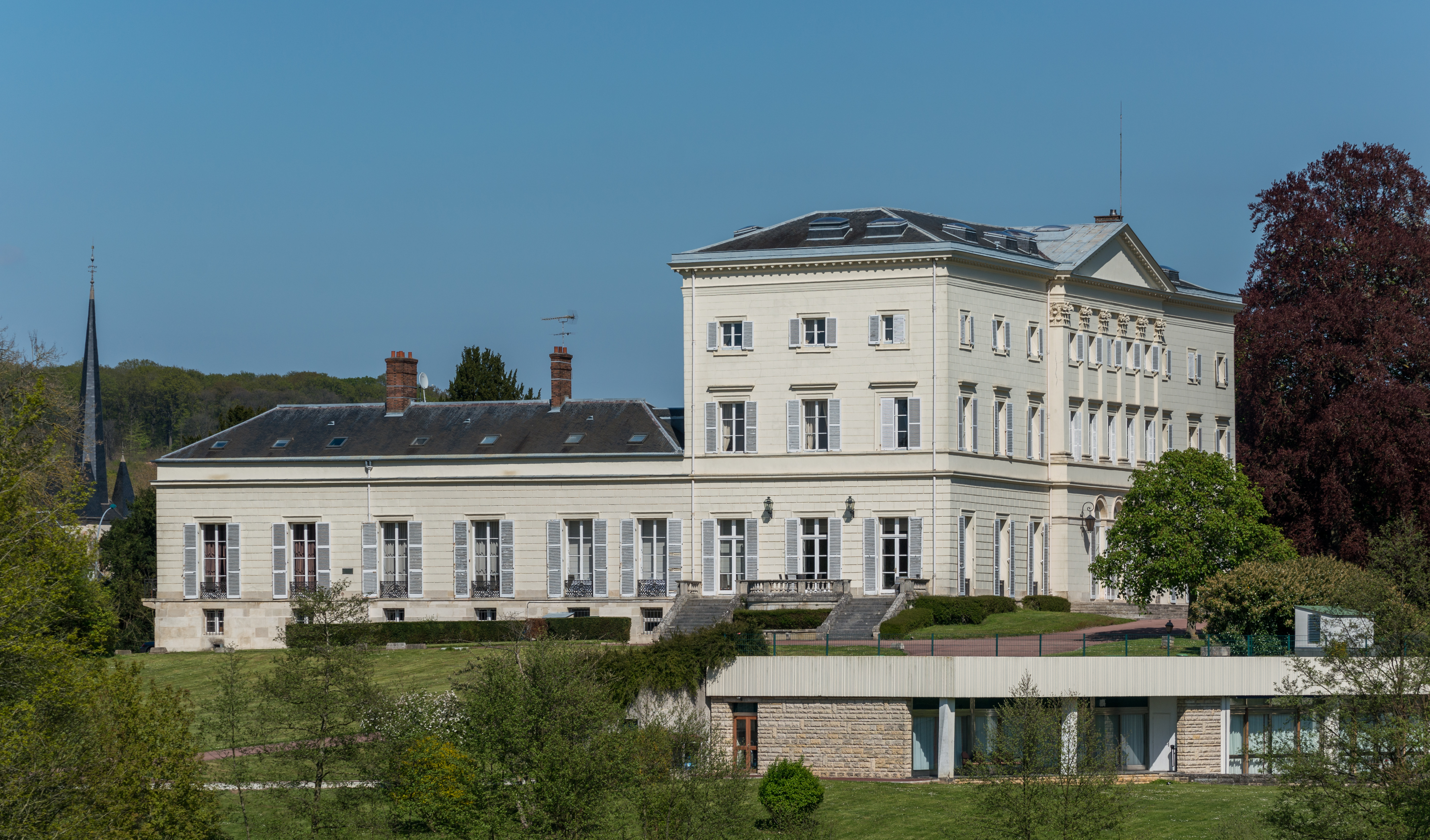
A Jouy-en-Josas-i HEC-palota a vezetői oktatásnak szentelve

A Gustave Emmanuel Roy, a Párizsi Kereskedelmi Kamara (CCIP) elnöke által 1881-ben alapított École des hautes études commerciales de Paris (HEC) első osztályában 57 diák vett részt. Az École centrale Paris a mérnöki területekre terjedt ki.
1921-ben az iskola bevezette a Harvard Business School esetalapú módszerét, de a legtöbb óra elméleti maradt. 1938-ban a HEC programot 3 évre bővítették.
A francia cégek amerikai típusú menedzsmentképzés iránti igénye miatt az 1950-es évek végén elterjedtek az esetalapú módszerek, és egyéves felkészítő osztályokat hoztak létre az egyre nehezebbé váló felvételi vizsgákra. Ennek eredményeként a HEC hallgatóinak mindössze 9%-a járt egyetemre 1959-ben, szemben az 1929-es 47%-kal.
1964-ben Charles de Gaulle francia elnök felavatott egy új, 250 hektáros (1,0 km²) erdős campust Jouy-en-Josasban. 1967-ben a HEC elindította vezetőképzési programját. 1973 óta vesznek fel nőket a HEC-be. Abban az évben csak 27 nőt vettek fel, és a HEC jeunes filles (HECJF), egy másik kifejezetten nőknek szóló iskolát bezárták. Öregdiákjai hivatalosan HEC végzettségűeknek számítanak, köztük Édith Cresson, Franciaország első női miniszterelnöke.
A doktori képzést 1975-ben hozták létre, de 1985-ig a doktoranduszoknak az egyetemen kellett elkészíteniük a szakdolgozatukat. 1985-ben a HEC megszerezte a doktori fokozat odaítélésének jogát, az ESSEC (2010) és az ESCP (2012) előtt.
Az iskola cégek (Deloitte, EDF, Toshiba, ...) által finanszírozott székeket fejlesztett ki, hogy megsokszorozza a HEC és a vállalatok közötti kapcsolatokat. Az 1972-ben létrehozott HEC Alapítvány konkrét célja ezeknek a kapcsolatoknak a fejlesztése és az iskolák vállalatok általi finanszírozása.
Az 1990-es években megerősödtek az üzleti kapcsolatok, ami további specializálódáshoz vezetett, 1986-ban pedig pénzügyi és vállalkozói kurzusokat hoztak létre. A pénzügyi ősrobbanás és a város felrobbanása következtében egyre több diplomás ment el dolgozni. Angliában és általában külföldön. 2006-ban egyharmaduk megkapta első külföldi munkahelyét. 2015-ben az iskola új jogszabályt fogadott el, amely lehetővé tette a magánbefektetők számára, hogy csatlakozzanak az igazgatósághoz.
1988-ban a HEC megalapította a CEMS hálózatot Esade-vel, a Bocconi Egyetemmel és a Kölni Egyetemmel.
2008. július 1-jén a HEC Paris alapító tagként csatlakozott a ParisTechhez, majd az Párizs-Saclay Egyetem-hez. Jouy-en-Josas egyetemi kampusza, az Yvelines tanszéken, a Paris-Saclay technológiai központ északi részén található, amely Franciaország nyilvános kutatásainak egynegyedét egyesíti. A HEC Paris része a felsőoktatási üzleti iskolák (ESC) hálózatának a Paris Île-de-France régióban, valamint az ESSEC és az ESCP Business School.
2016-ban az iskola új jogi státuszt vett fel, és köz-magán társulássá vált (École consulaire vagy EESC), amelyet nagyrészt a Párizsi Kereskedelmi Kamara finanszíroz.
2017-ben a HEC új, M2M néven kettős képzési programportfóliót indított a Yale School of Management, a Hong Kong University of Science and Technology és a Getulio Vargas Alapítvány közreműködésével.
Ugyanebben az évben, márciusban az iskola a Coursera-val együttműködve elindított egy Executive Master in Innovation & Entrepreneurship programot.
2020. szeptember 15-én az iskola az Institut polytechnique de Paris-val közösen megalapította a Hi! PARIS.
2023 októberében az iskola bejelentette, hogy a Bocconi Egyetemmel együttműködve létrehoz egy Bachelor of Arts in Data, Society and Organizations szakot.
Az alapítvány 2024 decemberében tette közzé a 2019-2024-es „Impact Tomorrow” kampány eredményeit. 213 millió euró gyűlt össze, ami egy francia grande école rekordja.

## Hírnév és pozíció vagy állás
A Financial Times 2019 óta a HEC Paris-t minden évben a legjobb európai üzleti iskolának tartja. Master in Strategic Management programja az 1. helyen áll a QS-rangsorban, a Master in Finance pedig folyamatosan az első két helyen áll. A Master in Marketing szintén az első helyen áll világszerte.

## Programok
Az üzleti adminisztrációs diplomák Franciaországban három szinten vannak felosztva, amelyek elősegítik a nemzetközi mobilitást: alapképzés, mesterképzés és doktori fokozat. A diploma megszerzéséhez 180 ECTS kredit (bachelor + 3); mesterképzés, további 120 ECTS kredit (alapképzés + 5). A HEC Paris 2023 októberétől alapképzést kínál; A hőn áhított PGE (Programme Grande École) a Master in Management (MiM) fokozat odaítélésében csúcsosodott ki. A HEC hallgatói a PGE mellett más diplomát is szerezhetnek, mint például MBA (bachelor's diploma + 5) vagy PhD (bachelor's diploma + 8).

### Bachelor in Data, Society and Organisations
A 2023 októberében bejelentett iskola a milánói Bocconi Egyetemmel együttműködve Bachelor of Arts fokozatot kínál. Az adatokra, társadalomra és szervezetekre összpontosítva ötvözi az adattudományt és a társadalomtudományt. A hallgatók az első három szemesztert Olaszországban, az utolsó három szemesztert pedig Franciaországban töltik a Jouy-en-Josas campuson.

### "Grande Ecole" program
A Grande école HEC Paris kurzusai menedzsmentből Master of Science (MSc) fokozatot eredményeznek, amelyet a Financial Times a világ második legjobb üzleti adminisztráció és menedzsment mesterképzésének tart. A HEC Paris MBA képzését a maga részéről a The Economist Európa legjobbjának, a világ harmadik legjobbjának tartja.
- Jön a verseny. A HEC Paris grande école program diákjait verseny útján választják ki, amely a francia oktatási rendszerben az egyik legszelektívebbnek számít. A hozzáférési lehetőségek a következők:
  - Felvétel az első évre: Három év előkészítő osztály után 380 helyet kínálnak körülbelül 4000 jelöltnek. További listákat nem javasolnak (tehát ha egy jelölt visszautasítja a megszerzett pozíciót, az állás betöltetlen marad, és nem ajánlják fel a versenyen a következő helyen álló jelöltnek).
  - Második évfolyam felvételi: a közvetlen nevezési verseny 50 helyet kínál körülbelül 1100 jelentkező számára. A francia egyetemek legjobb hallgatói, akik alapképzési fokozattal rendelkeznek, részt vehetnek.
  - Nemzetközi felvételi: A nem francia egyetemi végzettséggel rendelkező jelentkezők akkor léphetnek be a HEC-be, ha a Nemzetközi Felvételi Szolgálat kiválasztja őket. Ezenkívül számos vezető európai intézmény hallgatója, például a spanyol ESADE, a Swiss University of St. Gallen vagy Olaszország. A Bocconi Egyetem közvetlenül felvehető a grande école program utolsó évére, az egyetemek közötti Double Diploma megállapodás alapján.

A HEC Paris több vezérigazgatót hozott létre, mint bármely más európai üzleti iskola vagy egyetem, és a Harvard Egyetem kivételével minden egyesült államokbeli üzleti iskola és egyetem előtt áll.

### MSc in International Finance (MIF)
A nemzetközi pénzügyek mestere az első helyen áll a világon a tapasztalat előtti programok tekintetében (a 2022-es FT rangsor szerint). Az első félév az alapozó és haladó kurzusokra összpontosít, míg a második félévben a hallgatók választhatnak a szabadon választható koncentrációk és számos szabadon választható lehetőség közül.
A program különféle workshopokat és eseményeket kínál bankokkal és multinacionális cégekkel, beleértve a londoni tanulmányutat is, amelynek célja a karrier és a hálózatépítési lehetőségek javítása.
A hallgatók választhatnak (1) Üzleti szakok: üzleti, pénzügyi vagy számviteli háttérrel rendelkező hallgatók számára készültek; vagy (2) Gyorsított fokozat: olyan mennyiségi területeken tapasztalattal rendelkező hallgatók számára készült, mint a matematika, a mérnöki tudomány, a fizika és az ökonometria.
Az üzleti és gyorsított hallgatók a tavaszi félévben ugyanazokhoz a választható tárgyakhoz férhetnek hozzá, és a program végén ugyanazok a karrierlehetőségek. Mindketten hozzáférhetnek a vállalati pénzügyek vagy a tőkepiaci specializációhoz (tavaszi szemeszter).
Választásuktól függően a hallgatók hozzáférhetnek az alapvető és választható kurzusok egy meghatározott köréhez. Míg az első félév az alapozó és haladó kurzusokra összpontosít, a második félév lehetővé teszi a hallgatók számára, hogy a szabadon választható kurzusok, valamint számos ingyenesen választható kurzus közül válasszanak.

### 12-24 hónapos MSc/MS program
- MSc Consulting and Coaching for Change (az Oxfordi Egyetemmel)
- MSc Innovation and Entrepreneurship (szállítva a Coursera útján)
- MSc International Finance
- MS/LL.M International Law and Management
- MSc Managerial and Financial Economics
- MSc/MS Marketing
- MSc/MS Media Art and Creation
- MSc Strategic Management
- MSc Sustainability and Social Innovation
- MSc X-HEC Data Science for Business (École polytechnique-vel)
- MSc X-HEC Entrepreneurs (École Polytechnique-vel)

### Master of Business Administration (MBA)
Az 1969-ben létrehozott MBA program két szekcióból áll: szeptemberben és januárban. A HEC MBA egy 16 hónapos tantervből áll, 8 hónapos alaptanfolyamokkal és 8 hónapos testreszabott programokkal, beleértve a különböző szakosodási lehetőségeket, csereprogramokat és terepmunka projekteket. Osztályok A tipikus osztály körülbelül 250 diákból áll, Ezek 90%-a nemzetközi hallgató, több mint 52 nemzetiség képviselteti magát a 2017-es végzős osztályban. A kiválasztási folyamat egyensúlyt keres a tanulmányi teljesítmény, a szakmai tapasztalat, a nemzetközi megjelenés és a személyes motiváció között. A francia nyelv ismerete nem feltétele a felvételinek, de erősen ajánlott, hogy a résztvevők alapszintű francia nyelvtudással rendelkezzenek az MBA program kezdetén, míg a kötelező kurzusok (az első két alapfélévben) és a választható nyelvtanfolyamok a program teljes időtartama alatt elérhetők. Csere- és kettős képzési programokat körülbelül 40 nemzetközi üzleti iskolai partner kínál, köztük a Singapore Management University, a HKUST, a London Business School, a Columbia Business School, a Wharton és a Yale.

### Vezetői oktatás

#### Executive MSc in Innovation and Entrepreneurship
Az Innovációs és Vállalkozási Executive MSc egy olyan program, amelyet a HEC Paris fejlesztett ki a Coursera-val együttműködésben. A program 100%-ban online, és célja, hogy 18 hónapon belül olyan vezetőket képezzen ki, akik erre a két területre specializálódtak. Ez a tanfolyam 2017 márciusában indult.

#### Executive MBA
A 2002-ig Centre de perfectionnement aux affaires néven futó HEC Executive MBA egy legalább 8 éves vállalati tapasztalattal rendelkező felsővezetők számára készült program, amely általános vezetői pozíciókra készít fel (a hallgatók átlagos tapasztalata kb. 14 év). Az Executive MBA egy több helyszínes program, amelyet Párizsban (Franciaország), Pekingben (Kína), Szentpéterváron kínálnak. Petersburg (Oroszország) és Doha (Katar). A kurzusok elméleti, esettanulmányok, stratégiai projektek, vezetői képzések, uniós közösségi kampuszok és külföldi csereprogramok között oszlanak meg az Egyesült Államokban és Ázsiában. A program partneregyetemei a NYU, a UCLA, az egyesült államokbeli Babson College, a kínai Tsinghua Egyetem és a japán Nihon Egyetem. Az AACSB, AMBA és EQUIS háromszoros akkreditációjával rendelkezik.

#### TRIUM Global Executive MBA
A HEC a TRIUM Global Executive MBA programot is kínálja a New York-i Egyetem Stern School of Business és a London School of Economics együttműködésével. Hat modulra oszlik, amelyeket öt nemzetközi vállalati helyszínen tanítanak 16 hónapon keresztül.

### PhD programok
A HEC Paris PhD in Management program képzést kínál a kutatói és tudományos karrierhez. 7 szakirányt kínál, és általában 4-5 évig tart. A kínált specializációk a következők: Számvitel és menedzsment-ellenőrzés, Közgazdaságtan és döntéstudomány, Pénzügy, Információs rendszerek és műveletek menedzsmentje, Menedzsment és humánerőforrás, Marketing, valamint Üzleti stratégia és politika. 2020 decemberében 59 hallgató vett részt ebben a programban, 18 nemzetiség képviseletében. A hallgatók több mint 90%-a beiratkozik tanulmányi pályára, miután befejezte. Minden PhD hallgató teljes tandíjmentességet, ötéves megélhetési ösztöndíjat és kutatási támogatást kap.

## Massive Open Online Courses
A HEC Paris is részt vesz a távoktatás új hullámában, saját online képzési kurzusokat hozva létre a MOOC-okon keresztül.
Jelenleg több MOOC is elérhető, többek között: „Become a changemaker, build a career with purpose and impact” és „Creating and Developing a Tech Startup”.
A Courserán keresztül elérhetők, kombinálhatók innovációs, vállalkozói, vezetési vagy menedzsment bizonyítvány megszerzéséhez.

## Kutatási és vállalkozói tevékenységek
2020. szeptember 15-én az iskola az Institut polytechnique de Paris-val közösen megalapította a Hi! PARIS mesterséges intelligencia kutatóközpontot.
Az iskolának három másik kutatóközpontja is van: az Society & Organizations Institute, az Innovation & Entrepreneurship Institute és a GREGHEC (Groupement de Recherche et d’Etudes en Gestion à HEC Paris).
Az iskola több mint 40 éve kínál vállalkozói diplomákat, 1977-ben létrehozva a HEC Entrepreneurs nevű szervezetet, amely mára az MSc X-HEC Entrepreneurs névre lépett, az École polytechnique-vel együttműködve. A HEC Entrepreneurs megalakulása óta a HEC öregdiákjai több mint 600 céget hoztak létre. 2004 és 2013 között az egyes osztályokba tartozó vállalkozók aránya 10%-ról 25%-ra nőtt. 2007-ben a HEC Paris létrehozta az Incubateur HEC Paris nevű startup inkubátort, amely az öregdiákok által létrehozott startupok támogatására hivatott. A jelenleg Antoine Leprêtre által irányított inkubátor 2017 óta a Station F campus része. 2017 óta az iskola online mesterképzést is kínál kifejezetten ehhez a tárgyhoz.

## A populáris kultúrában
Ez az intézmény számos műben megjelenik. Az Gonosztevők társasága, Claude Zidi 1987-es filmje egykori diákokat mutat be.

## Híres diplomások
- Jean-Paul Agon, CEO L'Oréal

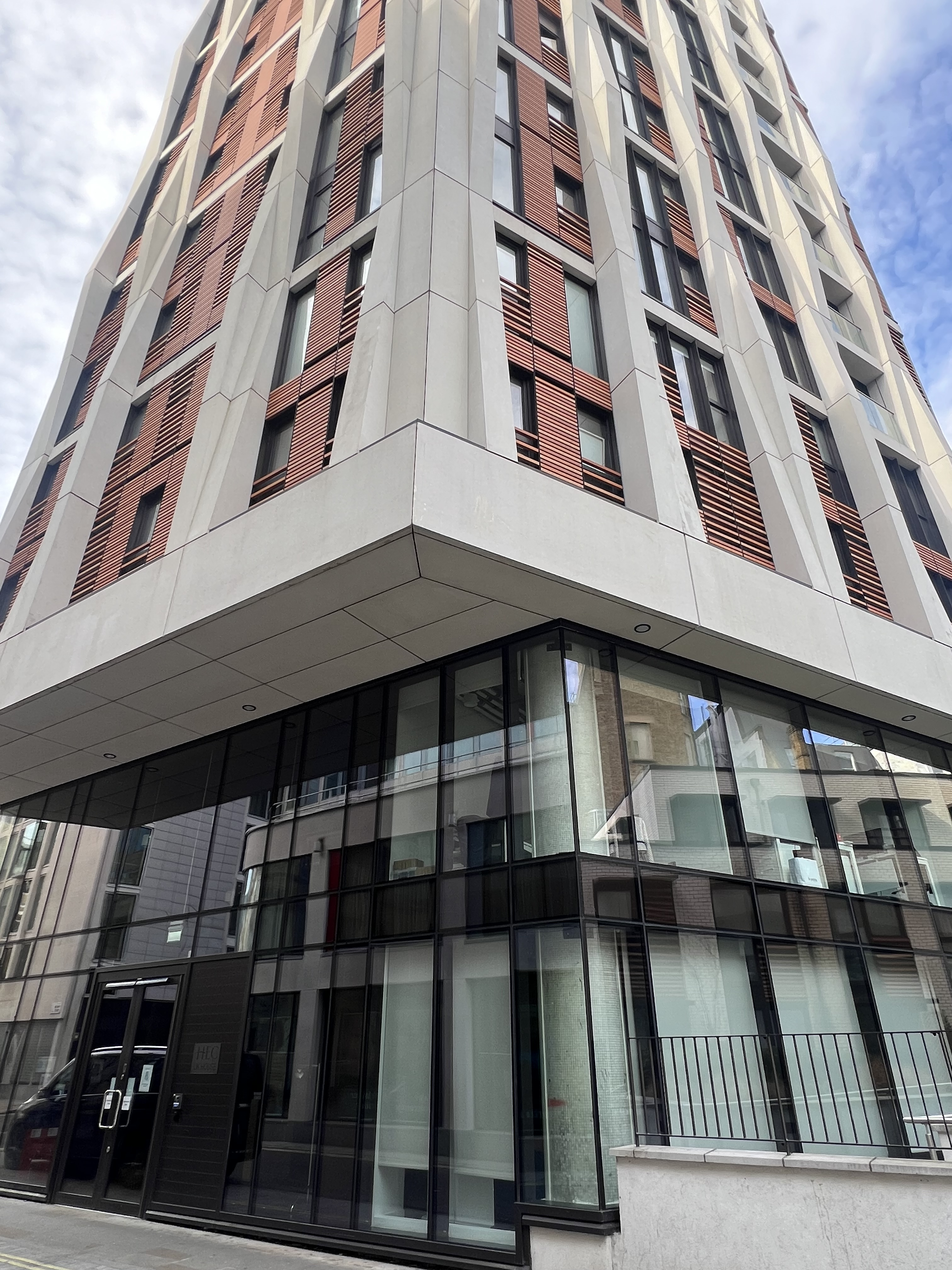
HEC UK House London

- François Hollande, 2012 és 2017 között Franciaország 24. elnöke
- Roland Garros,  egy korai francia repülő és vadászpilóta az első világháború idején
- Nicolas Tenoux, francia pilóta, repülőgépmérnök és menedzser.